# Szeged
Szeged (pronunciado [ˈsɛɡɛd]ⓘ, /ségued/; en serbocroata: Segedin / Сегедин, en alemán: Szegedin o Segedin, en rumano: Seghedin, en eslovaco: Segedín) es la tercera ciudad más grande de Hungría, la más importante del sureste del país y la capital del condado de Csongrád, situada a orillas del río Tisza.
Los famosos Juegos de Aire libre de Szeged (tuvieron lugar por primera vez en 1931) son una de las atracciones principales, celebrándose cada primavera en el famoso Día de la ciudad, el 21 de mayo.

## Situación geográfica

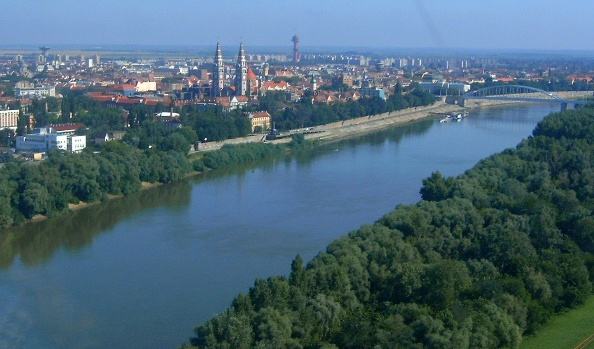
Szeged y el río Tisza.

Szeged está situada próxima a la frontera meridional de Hungría, justo al sur de la desembocadura del río Maros, a ambas orillas del río Tisza (Theiss, Tiscia). Debido al alto número de horas de insolación anualmente, Szeged es con frecuencia llamada ciudad del sol.

### El clima
El clima de Szeged es de transición entre clima Oceánico Köppen "Cfb" (Clima de Costa Marítimo de Oeste / clima Oceánico) clima húmedo continental (Köppen "Dfb"), con inviernos fríos, veranos calientes, y pocas precipitaciones.

## Historia
Szeged ha sido habitada desde tiempos antiguos. Ptolomeo menciona a la ciudad con el nombre de Partiscum, y es posible que Atila, rey de los hunos, se asentara en algún lugar de su geografía.
Ya para la época del rey San Esteban I de Hungría el transporte de sal por el río Maros era de vital importancia, siendo así reconocido por el propio monarca en varios documentos. Dicho transporte favoreció la creación de muchos asentamientos, entre ellos el de Szeged.
La primera vez que se menciona la ciudad fue en 1183, en un documento redactado en el reinado de Bela III de Hungría. En el mismo la ciudad es llamada en latín Ciggedin, y se la relaciona directamente con el transporte fluvial de sal por el río Maros.
En 1246 fue elevada al rango de ciudad por el rey Bela IV de Hungría, pocos años después de la invasión tártara de 1241. A partir de este momento Szeged obtuvo los mismos privilegios que la ciudad de Buda y la de Alba Regia (Székesfehévár). El castillo principal de Szeged se construyó entre 1260 y 1280 bajo el reinado de Bela IV, su hijo Esteban V de Hungría y su nieto Ladislao IV de Hungría.
Durante el reinado de Luis I de Hungría, en el siglo XIV, Szeged se desarrolló hasta convertirse en la ciudad más importante del Sur del reino húngaro, y ante el peligro de los ejércitos turcos otomanos invasores, pasó a ser en un gran punto estratégico. Décadas más tarde, durante el reinado de Segismundo de Hungría, la ciudad fue protegida con enormes murallas.
En 1879, se produjo una gran inundación que alcanzó a toda la ciudad y que provocó 165 muertes. Únicamente 265 de las 5723 casas existentes quedaron en pie tras la riada. 

### SigloXX
Después de la Primera Guerra Mundial Hungría perdió sus territorios del sur en favor de Rumanía y de Serbia. Como consecuencia, Szeged se convirtió en una ciudad fronteriza, sin "hinterland" y por ende, su importancia disminuyó. No obstante, asumió papeles que anteriormente pertenecían a ciudades perdidas por Hungría, algo que ayudó a su recuperación. Por ejemplo la Universidad de Kolozsvár (actualmente Cluj-Napoca, Rumania) fue trasladada a Szeged en 1921. En 1923 Szeged asumió el papel del sede episcopal de Temesvár (hoy en día Timisoara, Rumania). Durante la Guerra húngaro-rumana de 1919 la ciudad fue brevemente ocupada por el ejército rumano. En la década de 1920 la población judía de Szeged prosperó alcanzó el cenit de su prosperidad.
La población de Szeged padeció grandemente durante la Segunda Guerra Mundial. 6000 de sus habitantes fueron asesinados, y los ciudadanos judíos fueron confinados en  guetos y después llevados a los campos de exterminio. Hacia finales de 1944 el ejército soviético ocupó la ciudad. Durante la era comunista, Szeged se transformó en un centro de industria ligera e industria de alimentos. En 1965 fue encontrado petróleo en las cercanías de la ciudad (la producción de petróleo de la zona cubre el 67 % de la demanda de petróleo del país).
En 1962, Szeged se convirtió en la ciudad principal de la provincia de Csongrád. Se crearon nuevos distritos y muchos pueblos cercanos (p.ej. Tápé, Szoreg, Kiskundorozsma, Szentmihálytelek, Gyálarét) fueron anexionados a la ciudad en 1973, según la tendencia vigente durante la era comunista.
El Szeged de hoy es una ciudad universitaria importante y un popular destino turístico. La Orquesta de Sinfónica de Szeged (Szegedi Szimfonikus Zenekar) da conciertos regulares en Szegedi Nemzeti Színház.

## Educación

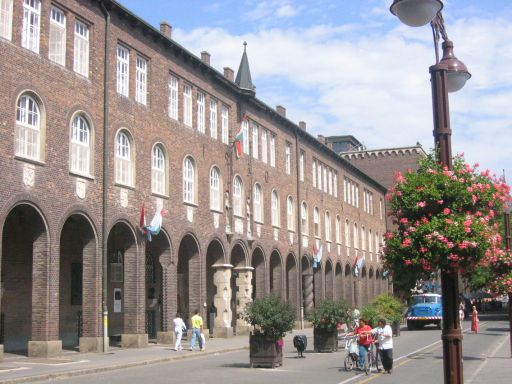
Universidad de Szeged

La ciudad de Szeged tiene 62  jardines de infancia, 32 escuelas primarias, 18 institutos y una universidad, que fue establecida por la unificación de los centros de enseñanza superior existentes pasados. Los dos institutos más prominentes (Ságvári Endre Gyakorló Gimnázium y Radnóti Miklós Kísérleti Gimnázium) están entre los quince mejor en el país.
Szeged es el centro de enseñanza superior de Hungría del sur y ha construido una reputación verdadero para sí. Los miles de estudiantes estudian aquí, muchos de los cuales son estudiantes extranjeros de todo el mundo. El Centro de Investigación Biológico de la Academia húngara de Ciencias, que fue construida con la ayuda de UNESCO financia, también ha sido una fuente considerable de investigación avanzada. Los científicos en este laboratorio eran primeros en el mundo en producir el material de herencia artificial en el año 2000. El edificio ha servido como una casa a muchas conferencias conocidas y sigue haciendo contribuciones al mundo de ciencia. La Universidad de Szeged fue alineada como la mejor universidad del país sobre la Clasificación de Académico de Universidades Mundiales - 2005, y una de las mejores 100 en Europa.

## Economía
Szeged es uno de los centros de la industria de alimentos en Hungría, sobre todo sabido para su pimentón dulce, Székelygulyás, Szegedi Halászlé y el salami de Pick.

## Distritos de Szeged
- Alsóváros (Szeged)
- Baktó
- Béketelep (Szeged)
- Belváros (Szeged)
- Délikert[nota 1]
- Felsőváros
- Gyálarét[nota 2]
- Klebelsberg-telep[nota 3]
- Kecskés István telep[nota 4]
- Kiskundorozsma[nota 5]
- Makkosház
- Móraváros
- Odessza lakótelep
- Petőfitelep (Szeged)
- Rókus
- Szentmihálytelek
- Szőreg[nota 6]
- Tarján
- Tápé[nota 7]
- Újszeged

## Principales lugares
| Iglesia Vótiva (1930)                          |  | Torre Dömötör (siglo XI)                       |  | Torre del agua de la palaza Szent István (1904) |  |
| Iglesia de los Franciscanos (Gótico, siglo XV) |  | Museo Ferenc Móra (1896)                       |  | Palacio Reök (1907)                             |  |
| Ayuntamiento de Szeged (1728, 1804, 1883)      |  | Sinagoga de Szeged                             |  | Teatro Nacional de Szeged                       |  |
| Palacio Gróf (1913)                            |  | Edificio principal de la Universidad de Szeged |  | Iglesia Ortodoxa Sebia de San Nicolás (1781)    |  |

## Ciudades hermanadas
- Cambridge (Reino Unido, 1987)
- Darmstadt (Alemania, 1990)
- Kotor (Montenegro, 2001)
- Larnaka (Chipre, 1994)
- Lieja (Bélgica, 2001)
- Łódź (Polonia, 1994)
- Târgu Mureş (Rumania, 1997)
- Niza (Francia, 1969)[3]
- Odesa (Ucrania, 1957)
- Parma (Italia, 1988)
- Pula (Croacia, 2003)
- Rajiv (Ucrania, 1939 y 1997)
- Róterdam (Países Bajos)
- Shanghái (República Popular China, 2008)
- Szabadka (Serbia, 1966 y 2004)
- Timişoara (Rumania, 1988)
- Toledo (Estados Unidos, 1990)[4]
- Turku (Finlandia, 1971)
- Weinan (República Popular China, 1999)[5]